# Denis M. Hurley

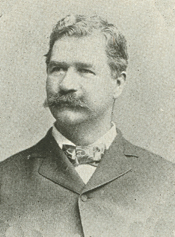
Denis M. Hurley

Denis Michael Hurley (* 14. März 1843 in Limerick, Irland; † 26. Februar 1899 in Hot Springs, Virginia) war ein US-amerikanischer Politiker. Zwischen 1895 und 1898 vertrat er den Bundesstaat New York im US-Repräsentantenhaus.

## Leben
Denis Michael Hurley wurde in der Regierungszeit von Königin Victoria von Großbritannien und Irland in Limerick geboren. Zu jener Zeit wurde der Thames Tunnel in London eröffnet. Seine Familie wanderte 1850 in die Vereinigten Staaten aus und ließ sich in Brooklyn nieder. Vier Jahre später zog sie nach New York City, wo Denis Michael Hurley öffentliche Schulen besuchte. Ein Jahr nach dem Bürgerkrieg kehrte er nach Brooklyn zurück. Er war ausgebildeter Zimmermann und ging einer Beschäftigung als Bauunternehmer nach. In den Jahren 1879 und 1899 nahm er als Delegierter an den Republican State Conventions teil. Er kandidierte 1880 als Republikaner erfolglos für einen Sitz in der New York State Assembly.
Bei den Kongresswahlen des Jahres 1894 wurde Hurley im zweiten Wahlbezirk von New York in das US-Repräsentantenhaus in Washington, D.C. gewählt, wo er am 4. März 1895 die Nachfolge von John M. Clancy antrat. Er wurde im Jahr 1896 wiedergewählt, erlitt allerdings bei seiner dritten Kandidatur im Jahr 1898 eine Niederlage. Er verstarb wenige Tage vor dem Ende seiner zweiten Amtszeit am 26. Februar 1899 in Hot Springs und wurde auf dem Holy Cross Cemetery in Brooklyn beigesetzt.